# Вичіжанін Андрій Юрійович
Андрій Юрійович Вичіжанін (нар. 18 серпня 1999, Україна) — український футболіст, правий захисник «Львова».

## Життєпис
Вихованець ДЮСШ ФК «Львів». Напередодні старту сезону 2016/17 років до першої команди «Львова», який виступав в аматорському чемпіонаті України (13 матчів). Наступний сезон розпочав у складі «Вереса», за який грав у юніорському (U-19) та молодіжному чемпіонатах України. У 2018 році перебував у заявці «Вереса» на Другу лігу, проте вже в липні того ж року повенувся до «Львова», де виступав за молодіжну команду. У професіональному футболі дебютував 19 липня 2020 року в програному (0:2) домашньому поєдинку 32-го туру Прем'єр-ліги проти «Маріуполя». Андрій вийшов на поле на 79-й хвилині, замінивши Максима Комарця.